# Sharp X1
De X1 is een homecomputer die werd ontwikkeld door Sharp van 1982 tot 1988.

## Ontwerp
Het ontwerp van de Sharp X1 is gebaseerd op een door Sharp ontwikkelde Z80-processor. In tegenstelling tot andere homecomputers uit die tijd had de X1 geen ingebouwde BASIC-versie, en moest eerst Hu-BASIC vanaf cassetteband worden ingeladen in het geheugen. Dit betekende ook dat er extra vrije geheugenruimte beschikbaar was wanneer er geen Hu-BASIC werd geladen.

## Andere modellen
Sharp bracht in 1984 de X1 Turbo uit met een hogere beeldresolutie. In 1986 kwam Sharp met de X1 Turbo Z, en ten slotte kwam een X1 Twin op de markt in 1987. De X1-serie werd opgevolgd door de X68000-serie.

## Technische specificaties
- Hoofdprocessor: Sharp Z80A, 8-bit, 4 MHz
- Werkgeheugen: 64 kB
- ROM: 6 kB
- Geluidschip: AY-3-8910, YM2151
- Tekstmode: 40/80 x 25
- Beeldresolutie: 320×200, 640×200 pixels
- Kleurenpalet: 8
- I/O-poorten: joystick, audio, printer, cassette